# Anastrepha tecta
Anastrepha tecta är en tvåvingeart som beskrevs av Zucchi 1979. Anastrepha tecta ingår i släktet Anastrepha och familjen borrflugor. Inga underarter finns listade i Catalogue of Life.